# Gilles Personne de Roberval

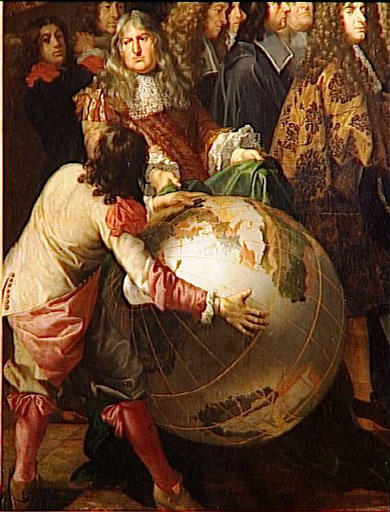
Gilles Personne de Roberval

Gilles Personne de Roberval (* 10. August 1602 in Roberval, Senlis; † 27. Oktober 1675 in Paris) war ein französischer Mathematiker.
Roberval entwickelte unabhängig von Evangelista Torricelli eine Methode zur Bestimmung von Tangenten an Kurven und unabhängig von Bonaventura Cavalieri eine Indivisibilien-Methode (Cavalieri’sches Prinzip) zur Bestimmung von Volumina und Flächen. Er bezichtigte später beide des Plagiats.

## Leben
Geboren wurde Roberval mit dem Namen Gilles Personne in Roberval (nördlich von Paris, heute Senlis), erst später nannte er sich Gilles Personne de Roberval, was ihm auch den Anschein gab, adelig zu sein. Er kam aus einer einfachen Bauernfamilie, konnte allerdings eine Schule besuchen. Durch diesen Schulunterricht sowie wohl in hohem Maße durch seine autodidaktischen Studien konnte er als Lehrer in Frankreich umherreisen. Während dieser Periode vertiefte er sein Wissen durch weitere autodidaktische Studien.
Er reiste dann nach Paris und traf dort auf die mathematische Gruppe um Marin Mersenne. Im Jahre 1632 wurde er dann Professor für Philosophie am Collège Gervais. 1634 erhielt er den Lehrstuhl Ramus’ am Collège de France, auf den er sich turnusmäßig neubewerben musste, den er jedoch bis zu seinem Lebensende halten konnte.
Seit ihrer Gründung 1666 gehörte er der Académie des Sciences an. Dort führte er 1669 seine Roberval-Waage, eine besondere Balkenwaage, vor. Diese stellte über ein Parallelogramm-Gestänge sicher, dass immer ein Gleichgewicht herrscht, unabhängig von der Lage der Gewichte auf beiden Waagschalen. Das Bauprinzip wird auch heute noch verwendet.
Roberval benutzte für die Ernennungen zu den Professuren eine spezielle Taktik. So veröffentlichte er seine Erkenntnisse nicht, sondern präsentierte sie erst den Berufungs-Kommissionen; diese Taktik brachte ihm zahlreichen Streit ein, da andere Mathematiker ihre Methoden veröffentlichten. Roberval, der seine Methoden nicht veröffentlichte, warf den Wissenschaftlern (wie den schon erwähnten Cavalieri und Torricelli) vor, sie hätten die Ideen von ihm gestohlen. In den Fällen Cavalieri und Torricelli kann man aber sagen, dass sie ihre Methoden unabhängig von Roberval entwickelten.
Insgesamt galt Roberval als sehr hitzköpfig, aufbrausend und neidisch. So ließ er keine Gelegenheit aus, sich mit anderen zu messen; insbesondere mit Descartes führte er (per Briefkontakt über Mersenne) Dispute, die teilweise persönliche Beleidigungen enthielten.
Roberval veröffentlichte zudem ein Werk über das kopernikanische Weltbild, das er allerdings unter dem Namen eines antiken griechischen Astronomen (Aristarch) veröffentlichte.